# Rolf Heinemann

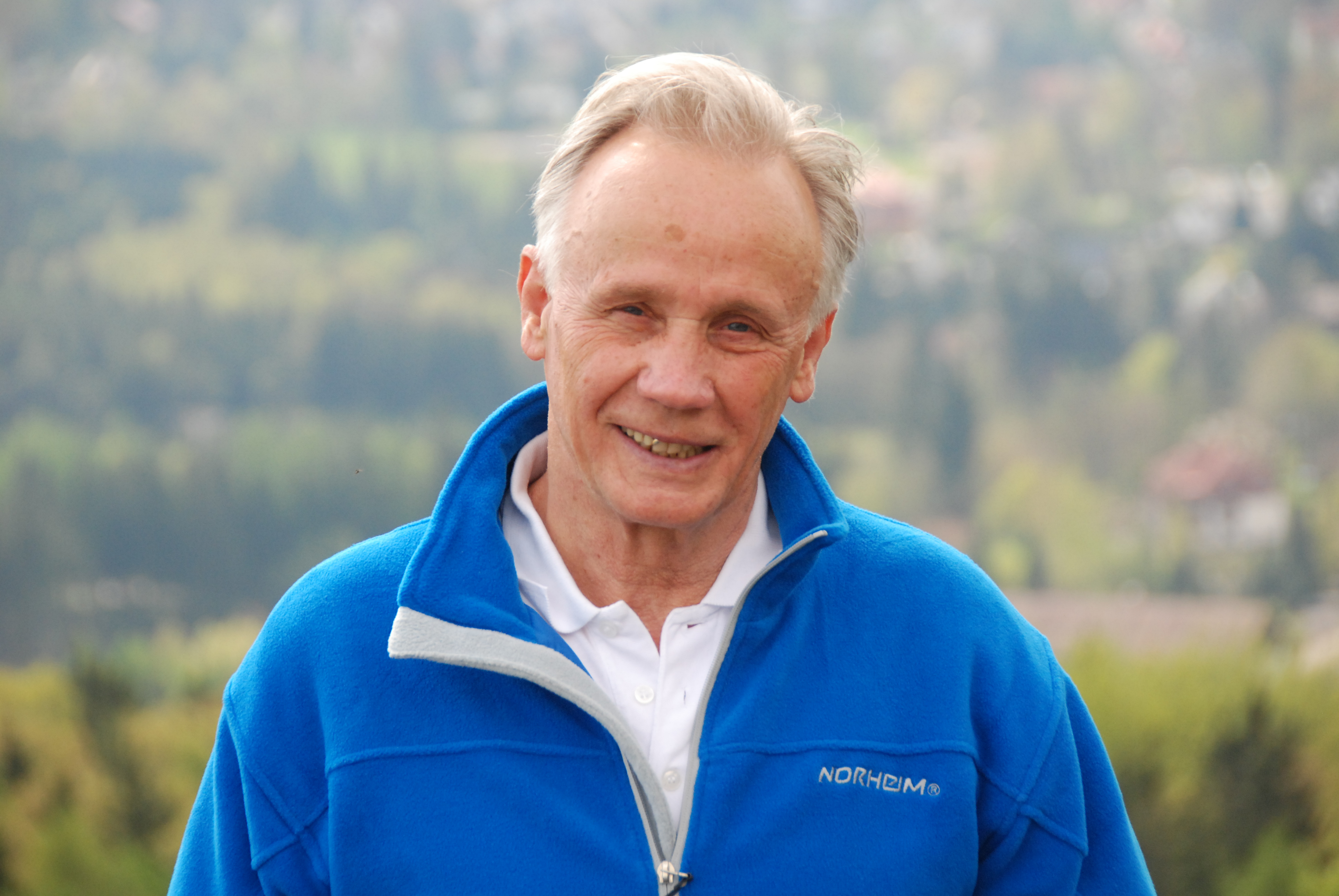
Rolf Heinemann

Rolf Heinemann (* 17. Februar 1937 in Magdeburg) ist ein deutscher Sportler und Unternehmer. Er ist mehrfacher DDR-Meister im Orientierungslauf und Ski-Orientierungslauf in seiner aktiven Zeit bis 1970 und seit 1990 Gründer sowie Geschäftsführer der Robotron Datenbank-Software GmbH.

## Leben
Aufgewachsen ist Rolf Heinemann in Schönebeck (Elbe), wo er von 1943 bis 1951 die dortige achtklassige Grundschule besucht. Im VEB Sprengstoffwerk Schönebeck/Elbe absolviert er von 1951 bis 1953 eine Lehre zum Maschinenschlosser. In diesem Beruf arbeitete er von 1953 bis 1954 beim VEB Geologische Bohrungen Gommern. Sein Abitur erwirbt er von 1954 bis 1957 an der ABF Halle. Danach studierte Rolf Heinemann von 1957 bis 1963 Technologie des Maschinenbaus an der TU Dresden.
Im Jahr 1963 heiratete er Ulrike Heinemann (geb. Schneider), eine erfolgreiche Orientierungsläuferin (DDR-Meisterin im OL 1964 und 1968) und ließ sich in Freital nieder. Seine beiden Söhne Ulf (* 1967) und Björn (* 1973) arbeiten heute als Geschäftsführer in der, von ihm 1990 gegründeten, Robotron Datenbank-Software GmbH.

### Sportlicher Werdegang

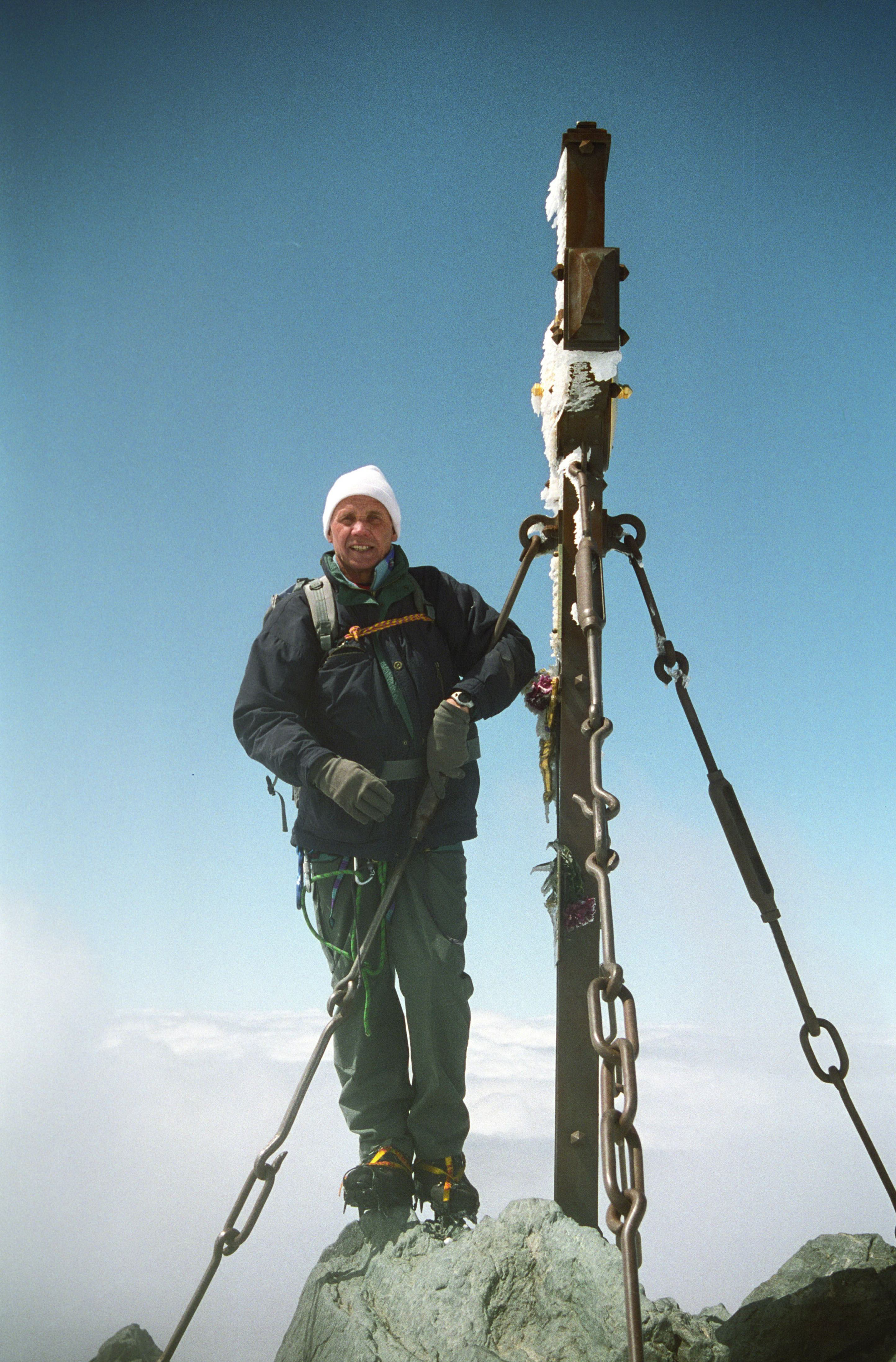
Rolf Heinemann, 2001 auf dem Großglockner

Ulrike und Rolf Heinemann 1969 in Bulgarien im Trikot der DDR-Nationalmannschaft

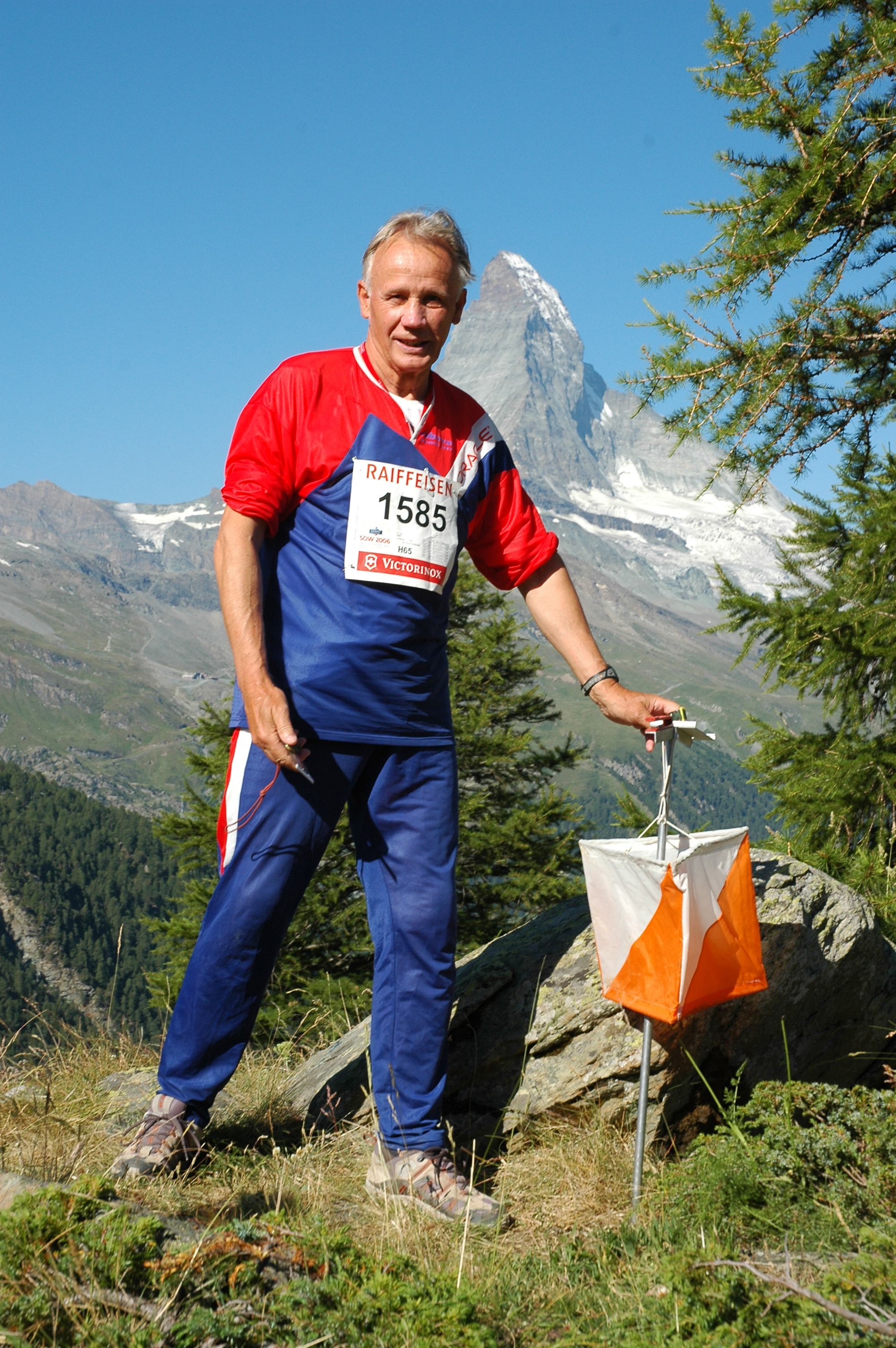
Rolf Heinemann 2006 beim OL in Zermatt

Rolf Heinemann ist sportlich aktiv beim Bergsteigen und Skifahren. Im Klettergebiet Sächsische Schweiz wurde er seit 1955 durch Vorstiege mit hohem Schwierigkeitsgrad bekannt (z. B. Gondakante, Teufelsturm, Wolfsspitze). Dadurch wurde er in die Auswahlmannschaft des Dresdner Wanderer- und Bergsteigerverein e.V. (DWBV, später DWBO) berufen und fuhr unter Leitung von Harry Dürichen zusammen mit Karl Däweritz vom 11. Juli bis zum 3. August 1959 in die Nordalbanischen Alpen. Dort machten sie einige Erstbegehungen.
Bei den IX. DDR-Meisterschaften im Touristischen Skilanglauf (heute: Ski-Orientierungslauf) in Oberschönau/Thür. wurden am 25. Februar 1961 Rolf Heinemann und Dieter Kaßbaum DDR-Meister.
Anfang der 1960er Jahre konnte er auf vielen leichtathletischen Wettkämpfen, besonders Crossläufen, gegen starke Konkurrenz gewinnen. Die läuferische Stärken zeigten sich durch Bestzeiten wie beim 3000-Meter-Lauf mit einer Laufzeit von 9:08 Minuten.
1961 begann auf Initiative von Rolf Heinemann der Orientierungslauf in der SG Dynamo Dresden in der Sektion Touristik. Diese Gruppe führte er als Sektionsleiter und Trainer. Sie entwickelte sich rasch zu einer der bekanntesten und erfolgreichsten in der DDR. Davon zeugen die 39 Meistertitel, die zwischen 1961 und 1983 errungen wurden, unter anderen die mehrfachen Einzeltitel von seiner Frau Ulrike Heinemann, Hans-Dieter Baumgart und Rita Winkler. Rolf Heinemann gewann als Orientierungsläufer selbst mehrere Medaillen bei der DDR-Orientierungslauf-Meisterschaft.
- Herren, Einzel
  - 1962 - 2. Platz, SG Dynamo Dresden
  - 1963 - 2. Platz, SG Dynamo Dresden
  - 1964 - 2. Platz, SG Dynamo Dresden
  - 1965 - 1. Platz, SG Dynamo Dresden
  - 1966 - 1. Platz, SG Dynamo Dresden
  - 1967 - 3. Platz, SG Dynamo Elbe Dresden
- Nacht-OL
  - 1963  - 1. Platz, Dynamo Dresden
- Kombination Nacht-/Taglauf
  - 1963  - 1. Platz, Dynamo Dresden
- Staffel
  - 1965 - 1. Platz, SG Dynamo Dresden mit Günther Stock und Bellmann
  - 1968 - 1. Platz, SG Dynamo Elbe Dresden mit Günther Stock und Hans-Dieter Baumgart
  - 1973 - 1. Platz, SG Dynamo Elbe Dresden mit Rolf Winkler und Hans-Dieter Baumgart

Rolf Heinemann konnte sich 1962 für die Teilnahme an den 1. Europameisterschaften im OL in Norwegen qualifizieren. Die Teilnahme war aber für die DDR-Sportler aufgrund der NATO-Zugehörigkeit von Norwegen letzten Endes nicht möglich. Das damalige Reisebüro in West-Berlin erteilte der DDR-Mannschaft kein Einreisevisum. 1964 stand dann aber in der Schweiz der Teilnahme einer DDR-Mannschaft nichts entgegen. Rolf Heinemann belegte bei den 2. Europameisterschaften im Orientierungslauf in Le Brassus (Schweiz) am 26. September 1964 den 22. Platz und war damit bester Läufer hinter den Skandinaviern und den Schweizern.
Zur Orientierungslauf-Weltmeisterschaft 1968 in Linköping, Schweden konnten sich mit Hans-Dieter Baumgart, Rolf und Ulrike Heinemann gleich drei Mitglieder von SG Dynamo Dresden qualifizieren.
Rolf Heinemann wirkt weiterhin in nationalen und internationalen Gremien des OL mit:
- von 1969 bis 1971 – Pressekommission des Internationalen Orientierungslaufverbandes (IOF)
- von 1971 bis 1989 – Vorsitzender der ZFK-OL der DDR
- von 1972 bis 1989 – Technische Kommission der IOF
- von 1982 bis 1990 – Vorsitzender der Technischen Kommission der IOF
- von 1984 bis 1989 – Vizepräsident des DWBO der DDR
- 1990 – Präsident des OL-Verbandes der DDR
- von 1990 bis 2000 – Mitglied der High Tech Group bzw. der Technischen Entwicklungskommission
- von 1990 bis 1993 – Mitglied des Präsidiums des Deutschen Turner-Bunds (DTB)
- seit 1993 – Mitglied des Präsidiums des Sächsischen Turn-Verbandes (STV)
- von 1995 bis 2012 – Vizepräsident des STV

Rolf Heinemann ist seit 2003 Vorsitzender des „Förderverein Biathlon Osterzgebirge e. V.“ und Initiator des Baues der Sparkassen Arena Osterzgebirge in Altenberg und deren weiterer Entwicklung. Er fördert intensiv den Sport und Tourismus im Altenberger Ortsteil Zinnwald.

### Kombinat Robotron
Als Technologe arbeitete er ab 1963 im VEB Tabak- und Industriemaschinen Dresden (später NAGEMA). Dabei war er verantwortlich für den maschinellen Prozess zur Erfassung der Schücklisten- und Arbeitsgangdaten auf Grundlage der Lochkartentechnik. 1965 wurde er auf Grund dieser Tätigkeit abgeworben für das Institut für Datenverarbeitung Dresden, einer Vorgängereinrichtung des Kombinates Robotron. Ab 1969 erfolgte hier die Einarbeitung in die IBM-Technologie in Auswertung des Stücklistenprozessors BOMP. Auf dieser Grundlage wurde gemeinsam mit Johann Adam das System BASTEI (Bankspeicherung Technischer Informationen) für den Robotron 300 für den Maschinenbau entwickelt. 1969 erfolgte die Übernahme des Instituts für Datenverarbeitung in das neugegründete Kombinat Robotron. Hier wurde er Leiter der Softwareentwicklung im Bereich Produktionssteuerung mit dem Schwerpunkt der Stücklistenverwaltung.
Im Jahr 1973 erlangte Rolf Heinemann den Doktorgrad durch den Abschluss einer außerplanmäßigen Aspirantur auf dem Gebiet der Entwicklung von Datenbanksoftware für Betriebe der Fertigungsindustrie.
Ab 1974 bis 1990 leitete er als Abteilungsleiter die Abteilung zur Entwicklung von Datenbanksoftware im Zentrum für Forschung und Technik bzw. dem Robotron Projekt Dresden (RPD), dem Softwarehaus des Kombinates Robotron. Hierbei setzte er ab 1974 auf das hierarchische Datenmodell mit dem DBSR (Datenbanksystem Robotron). Die damals verfügbare Rechnertechnik ließ aus verschiedenen Gründen noch keinen relationalen Ansatz zu. Parallel zum DBSR setzte Heinemann ab 1980, aufbauend auf den Forschungsbericht „System R“ von IBM, auf die Entwicklung des relationalen Datenbanksystems INTERBAS. 1980 entstand durch Zusammenführung mehrere Abteilungen der Bereich „Datenbanken“ unter Leitung von Rolf Heinemann. Mit der Entwicklung erster Personalcomputer durch das Kombinat Robotron ab 1983 fiel hier die Entscheidung zur Adaption des Systems dBASE II von Ashton-Tate zum System REDABAS.
1985 wurde von DEC die Einführung des Datenbanksystem Rdb vorgeschlagen. Rolf Heinemann setzte sich für Oracle ein, da er ein neutrales und nicht Betriebssystem abhängiges System wünschte. Mit Benchmarktests konnte das zuständige Ministerium überzeugt werden und so wurde erst Oracle 3.2 und später auch Oracle 4 unter dem Namen ALLDBS adaptiert. Dabei wurde im Quellcode „ORACLE“ durch das gleich lange Wort „ALLDBS“ ersetzt und das erste deutsche Handbuch geschrieben. Die hierbei gewonnenen Erfahrungen waren später ein wichtiger Grundstein für die Zusammenarbeit mit der Oracle Corporation ab 1990. Noch im Mai 1990 wurde ein erster Vertrag für die Umwandlung der ALLDBS-Kunden zu offiziell lizenzierten Oracle 5.1 Kunden von Rolf Heinemann unterschrieben.

### Robotron Datenbank-Software GmbH

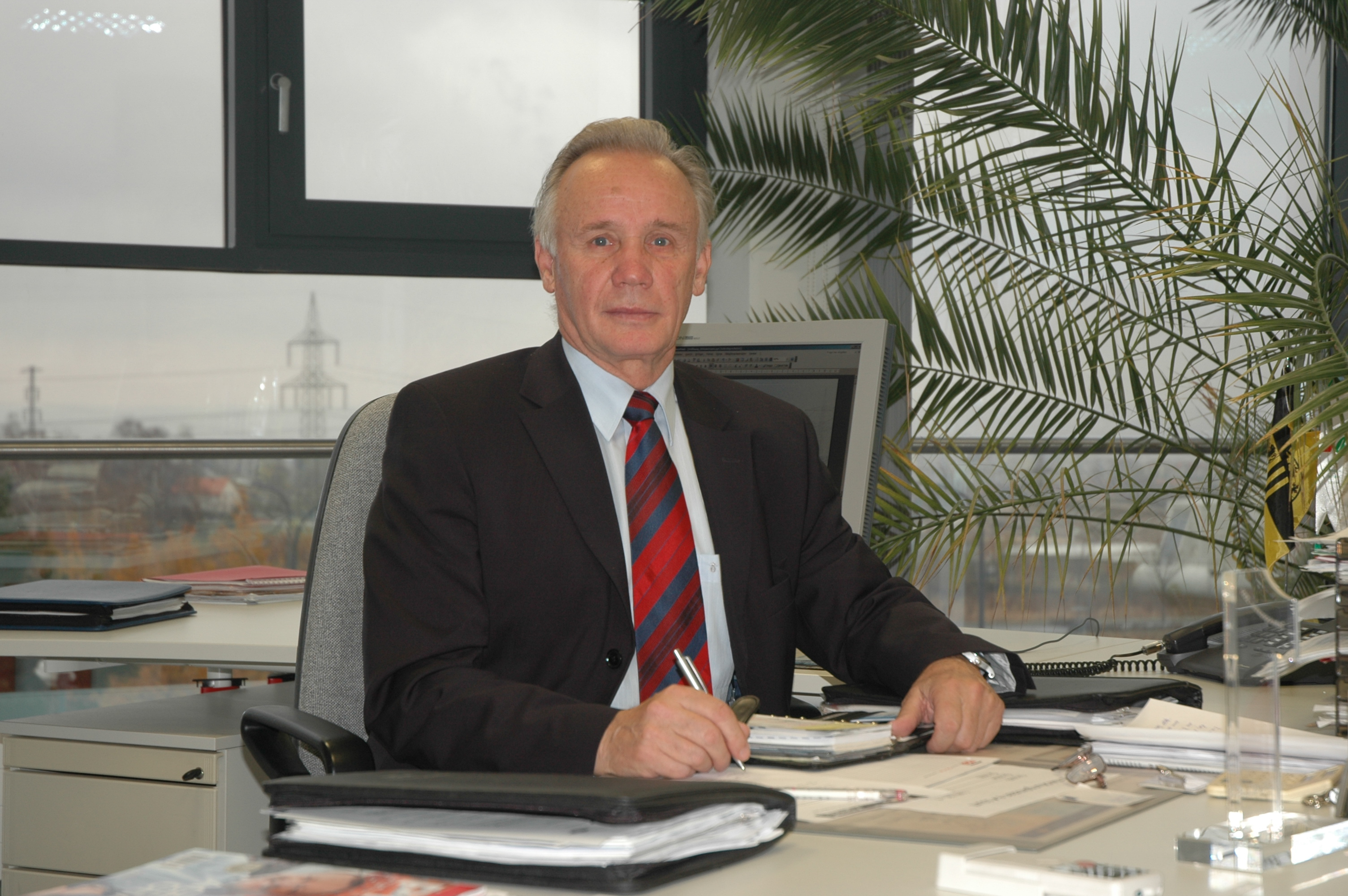
Rolf Heinemann 2005 an seinem Schreibtisch bei der Robotron Datenbank-Software GmbH

Im Jahr 1990, nach der politischen Wende in der DDR, wurde das Kombinat durch die Treuhandanstalt in Einzelbetriebe privatisiert bzw. abgewickelt. Schnell stand der Entschluss fest, eine eigene Firma mit seinen Kollegen zu gründen. Bei einem Besuch der CeBIT in Hannover im März 1990 versuchte er, Kooperations-Partnern zu gewinnen. Als er am Messestand von Oracle sehr detailliert zur Datenbank-Version 5.17 nachfragte, staunten die Mitarbeiter von Oracle sehr und meldeten das ihrem Chef. Franz Niedermaier, damaliger Geschäftsführer von Oracle in Deutschland, erfuhr von dem Messebesuch und setzte sich mit Heinemann in Dresden in Verbindung. Daraus entstand eine freundschaftliche Geschäftspartnerschaft.
Rolf Heinemann gründete am 23. August 1990 mit weiteren 7 Gesellschaftern als Management-Buy-out-Ausgründung aus der RPD die Robotron Datenbank-Software GmbH (RDS). Die Gesellschafter brachten zwar 52 Prozent des Stammkapitals von 64000 DM auf, zu 48 Prozent jedoch wurde das Unternehmen von der Treuhand gehalten. 26 ehemalige Robotron-Mitarbeiter bewarben sich für die Übernahme und wurden übernommen.
Die Oracle Deutschland GmbH schloss im September 1990 mit dem ostdeutschen Partner einen Partnervertrag und übernahm zeitweilig (26. Mai 1993–2005) sogar einen Minderheitsanteil von 33 Prozent des Stammkapitals von nun 300.000 DM am Unternehmen. Schon 1991 erfolgte der Rückkauf der Geschäftsanteile der Treuhand durch die eigenen Gesellschafter.

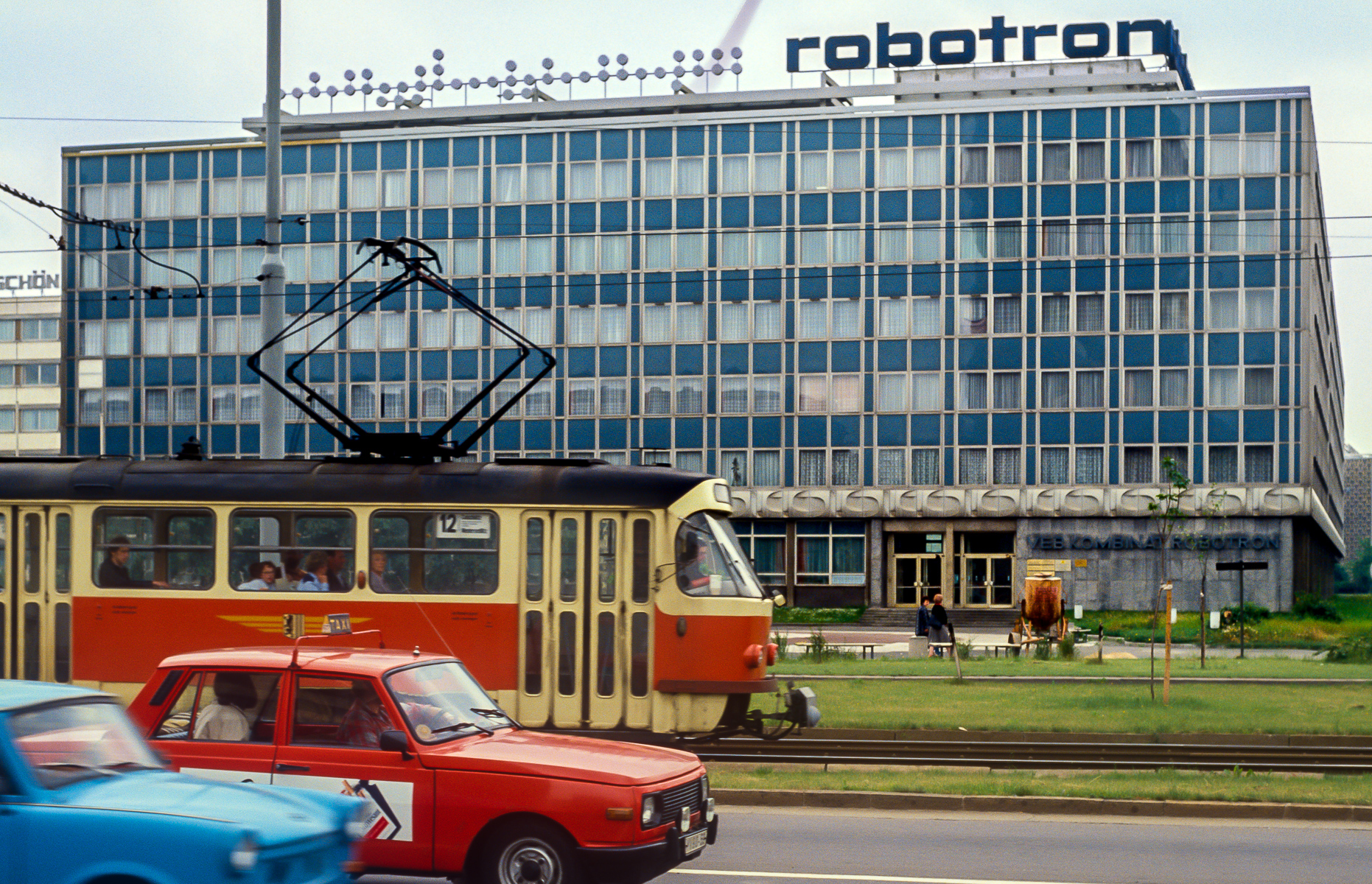
Von 1990 bis 1995 erster Sitz der neugegründeten GmbH im Gebäude des ehemaligen „VEB Robotron Projekt Dresden“ im Stadtzentrum von Dresden
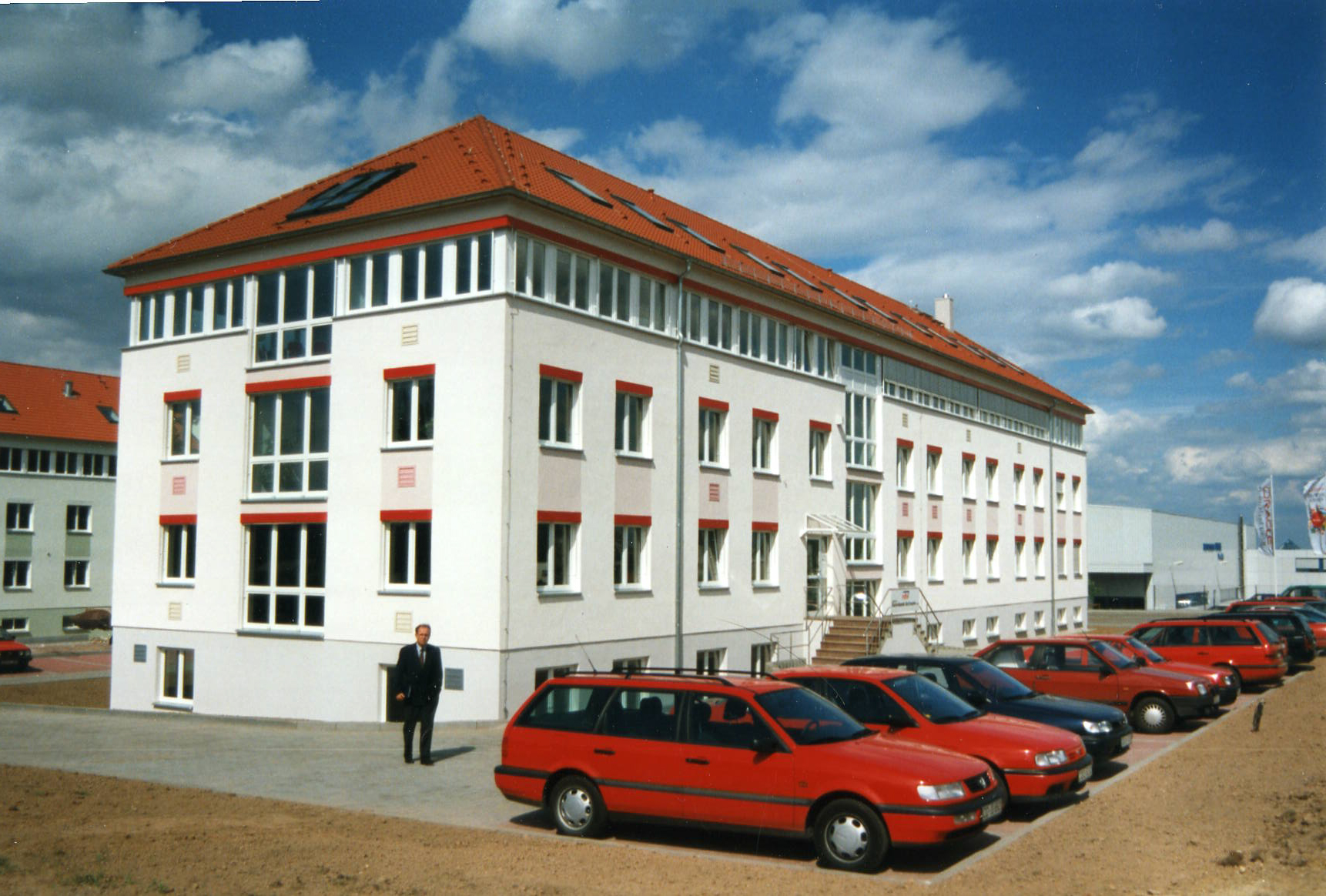
Von 1995 bis 2015 Gebäude der Robotron Datenbank-Software GmbH, Heidelberger Straße 14, Dresden
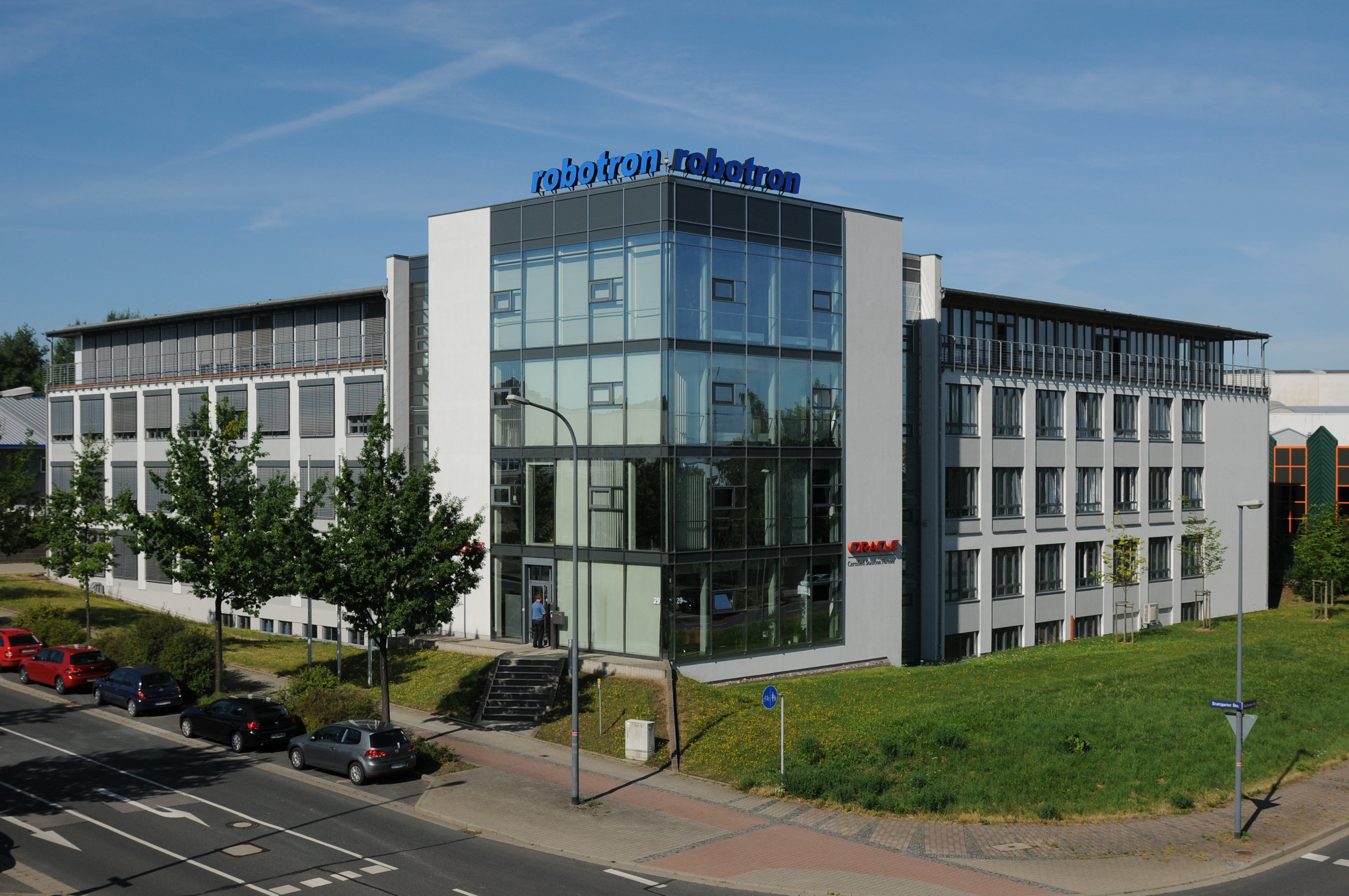
Seit 2000 Hauptsitz der Firma, Stuttgarter Straße 29, Dresden
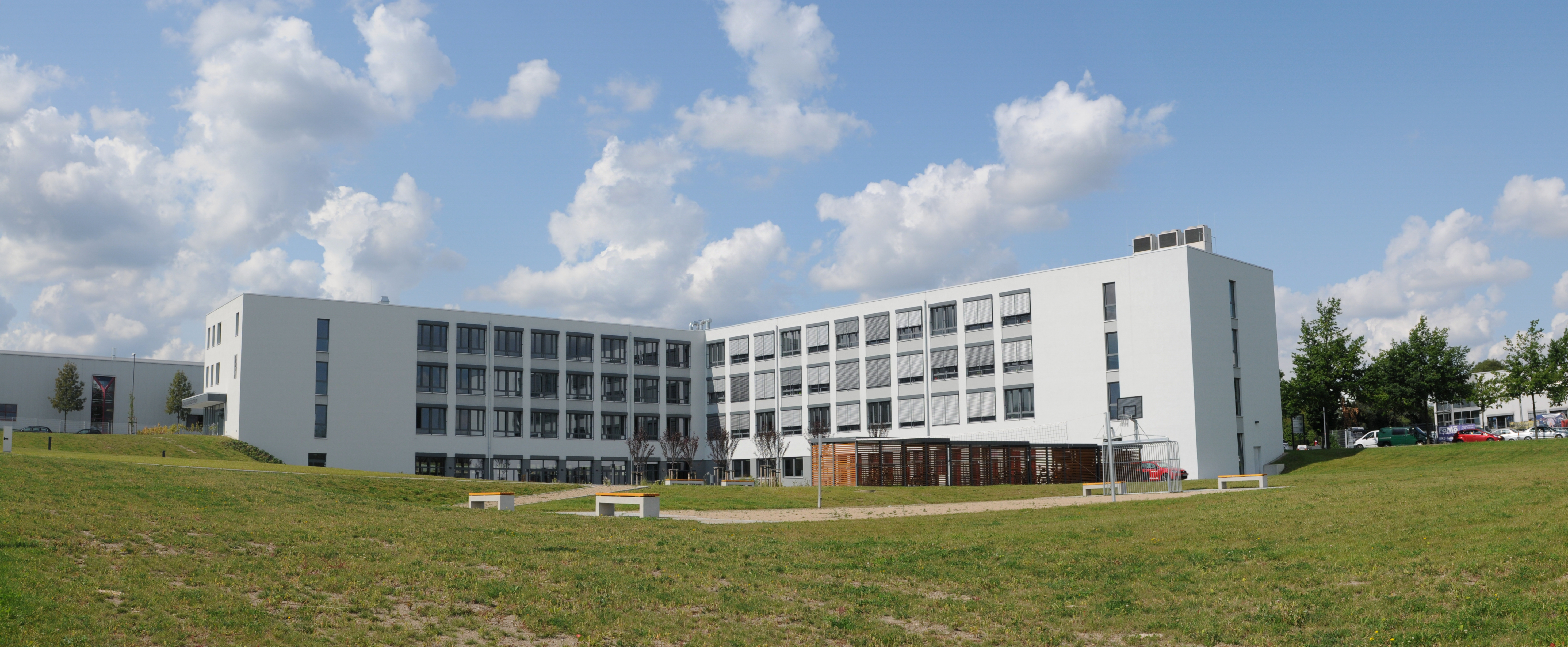
Seit 2014 Firmengebäude, Heilbronner Straße Ecke Stuttgarter Straße, Schulungs- und Konferenzzentrum (linker Flügel) sowie Büros (rechter Flügel)

Im April 1997 ließ sich Heinemann die Rechte an der Marke „Robotron“ beim Deutschen Patent- und Markenamt in München sichern. Im Jahr 2008 war seine Firma auf 177 Mitarbeiter angewachsen. Im Januar 2017 arbeiten insgesamt 493 bei der Robotron Datenbank-Software GmbH und ihren Tochterfirmen.
Im Geschäftsjahr 2015/2016 hatte die Firma einen Umsatz von 36,8 Mio. EUR.
1995 zog die Firma in das Dresdner Gewerbegebiet Coschütz/Gittersee um, 2001 wurde ein Neubau an der Stuttgarter Straße errichtet und 2009 erweitert. 2014 wurden rund neun Millionen Euro in einen Büro-Neubau samt neuem Schulungs- und Konferenzzentrum investiert.
Mit dem Gesetz zur Neuregelung des Energiewirtschaftsrechts (EnWG) vom 24. April 1998 wurde der Energiemarkt in Deutschland liberalisiert. Es gelang der Firma ein Energiedaten-Managementsystem (EDM) mit dem Namen „robotron*ecount“ am Markt zu etablieren.
Heute verwaltet man damit die Energiedaten bei Stromversorgern wie EnBW, Vattenfall oder RWE und ist auf diesem Gebiet bei den großen Netzbetreibern der Marktführer in Deutschland.
Rund 70 Prozent seines Umsatzes erzielte das Unternehmen in den vergangenen Jahren in der Energiewirtschaft.
Rolf Heinemann hat im Juni 2004 das operative Geschäft seinem Sohn Ulf übertragen.

## Auszeichnungen
Im Jahr 1971 erhielt er die Ehrennadel des DTSB in Gold.
Für die Entwicklung des DBSR (Datenbanksystem Robotron) wurde Rolf Heinemann und andere 1980 mit dem Banner der Arbeit ausgezeichnet.
Am 16. November 1979 wurde Rolf Heinemann für sein Wirken um die Entwicklung des OL in der DDR mit der Friedrich-Ludwig-Jahn-Medaille ausgezeichnet. Er erhielt für seine Arbeit in der Internationalen Orientierungslauf Föderation 1981 die Ehrennadel der IOF in Bronze und 1990 in Silber.
Im März 2007 erhält er als Förderer des Jahres die Sächsische Sportkrone für die Unterstützung zum Bau der Biathlonarena in Zinnwald. Im Herbst 2007 wurde er mit der „Goldenen Ehrennadel“ des Skiverband Sachsen geehrt. Ohne seine Hilfe und Unterstützung wäre der Sport in der Region Altenberg-Zinnwald nie auf dem Stand, auf dem er sich derzeit befindet. Im Februar 2008 erhält er von der IHK Dresden die Auszeichnung „Optimikel 2008“.
Im Jahr 2010 erhielt Rolf Heinemann im Rahmen der Preisverleihung Sachsens Unternehmer des Jahres eine Auszeichnung für sein Lebenswerk. Dieser erstmals verliehene Preis wurde durch Bundesinnenminister Thomas de Maizière in der Gläsernen Manufaktur in Dresden überreicht.

„"Sein Geschick in der Unternehmensführung, seine strategische Weitsicht und nicht zuletzt sein Engagement als Mitglied verschiedener Fach- und Branchenverbände sowie seine leidenschaftliche Förderung des Breiten- und Leistungssports machen ihn zu einer jener Unternehmerpersönlichkeiten, die sich ihrer unternehmerischen und gesellschaftlichen Verantwortung aus tiefstem Herzen verpflichtet fühlen."“

Mit der Überreichung des „Joker im Ehrenamt“ wurde Rolf Heinemann im August 2012 vom Kreissportbund Sächsische Schweiz-Osterzgebirge e.V. für seine ehrenamtlichen Funktionen im Sport ausgezeichnet.
Im Januar 2016 wurde Rolf Heinemann beim Neujahrsempfang des Landkreises Sächsische Schweiz-Osterzgebirge der Bürgerpreis in der Kategorie Sport im Schloss Sonnenstein überreicht. Die Laudatio sprach der mehrmalige Biathlon-Weltmeister und Gewinner der Silbermedaille bei den Olympischen Spielen 1980 in Lake Placid und jetzige Sportwart Biathlon in Sachsen, Eberhard Rösch.

## Werke
- „38 Jahre OL in der DDR“ – Geschichtliche Daten zur Entwicklung des Orientierungslaufes im Osten Deutschlands[25]

## Zitate
„"Unternehmensberater werfe ich grundsätzlich raus. Die wollten mir als Ostdeutschen Anfang der 90er Jahre erklären wie man mit Löffeln isst."“